# Svenska ballader och visor
Svenska ballader och visor från medeltiden till våra dagar är en samling av visor som utkom 1948 på initiativ av Evert Taube. Taube var också bokens huvudredaktör. Förutom Taube bestod redaktionen också av Nils B. Söderström, förläggaren Torsten Lindfors, Lille Bror Söderlundh, konstvetaren Alf Liedholm och Gun Kihlberg. Taubes syfte med boken var att med urvalet visa att den svenska visan både var enkel och folklig, men också komplex och konstnärlig.
 

Taube inleder varje avdelning med en essä och urvalet består av 76 sånger i ett tämligen subjektivt urval. Taube gör sitt bästa för att styrka sin tes om Sveriges plats bland de stora kulturnationerna så han skriver: 
| ” | Sång till luta är för vår tids Sverige lika karakteristisk som den under medeltid och renässans var för Bertrand de Borns Provence och Lorenzo Il Magnificos Florens. | „ |

Evert Taube hade länge samarbetat med Lille Bror Söderlundh och i och med arbetet med Svenska ballader och visor kom samarbetet att intensifieras. Söderlundh tonsatte och arrangerade en stor del av repertoaren och då boken låg färdig föddes också tanken på en svensk Visakademi. Taube hade visserligen i ett brev i mars 1947 till Söderlundh kallat bokverket för ett "äreminne över svenska sången", men under det fortsatta arbetet med boken föddes antagligen idén till "Svenska visans akademi".

## Bokens innehåll
Till visans alla vänner
Medeltid. Renässans. Barock.
- Sankt Staffans visa. Legendvisa med rötter i vikingatiden. Arrangerad för luta och piano av Lille Bror Söderlundh.
- Sven i rosengård. Svensk variant av gammal skotsk ballad. Arrangerad för luta och piano av Lille Bror Söderlundh.
- Inga liten kvarnpiga. Nordisk folkvisa. Arrangerad för luta av Nils Larsson, för piano av Lille Bror Söderlundh.
- De två systrarna. Ballad från folkungatid, tonsatt i folkvisans stil av Evert Taube och Nils B. Söderström. Arrangerad för luta och piano av Nils B. Söderström.
- Uti vår hage. Uråldrig gotländsk folkvisa i nyromantisk förvandling. Arrangerad för luta och piano av Nils B. Söderström.
- Jag vet en dejlig rosa. Nordisk folkvisa. Arrangerad för luta och piano av Lille Bror Söderlundh.
- Vårvisa. Ord av Lars Wivallius. Musik av Nils B. Söderström.
- Skulle jag sörja. Ord av Lasse Lucidor. Musik av Nils B. Söderström.

Bellman och hans tid
- Den tysta kärleken. Ord av Hedvig Charlotta Nordenflycht. Musik av Lille Bror Söderlundh.
- Fredmans epistel nr. 51. Angående konserten på Tre Byttor. Ord och musik av Carl Michael Bellman. Arrangerad för luta och piano av Nils B. Söderström.
- Fredmans epistel nr. 42. Rörande kortspelet på klubben. Ord och musik av Carl Michael Bellman. Arrangerad för luta och piano av Nils B. Söderström.
- Fredmans epistel nr. 33. 1:o om Fader Movitz's överfart till Djurgården, och 2:o om den dygdiga Susanna. Ord och musik av Carl Michael Bellman. Arrangerad för luta och piano av Nils B. Söderström.
- Fredmans sång nr. 32. Aftonkväde. Dedicerat till Fru Assessorskan Weltzin. Ord och musik av Carl Michael Bellman. Arrangerad för luta och piano av Nils B. Söderström.
- Fredmans sång nr. 64. Haga. Dediceras till Herr Capitainen Kjerstein. Ord och musik av Carl Michael Bellman. Arrangerad för luta och piano av Nils B. Söderström.
- Fredmans epistel nr. 71. Till Ulla i fenstret på Fiskartorpet, middagstiden, en sommardag. Pastoral dedicerad till Herr Assessor Lundström. Ord och musik av Carl Michael Bellman. Arrangerad för luta och piano av Nils B. Söderström.
- Mårten Holk. Ord av Anna Maria Lenngren. Musik efter gammal fransk air. Arrangerad för luta och piano av Nils B. Söderström.

Det romantiska skedet
- Majsång. Ord av Esaias Tegnér. Musik av Johann Christian Friedrich Haeffner. Arrangerad för luta och piano av Nils B. Söderström.
- Den lilla kolargossen. Ord och musik av Erik Gustaf Geijer. Arrangerad för luta av Nils B. Söderström.
- Näcken. Ord av Erik Johan Stagnelius. Musik av Nils B. Söderström.
- Marias häpnad. Ord och musik av Carl Jonas Love Almquist. Arrangerad för luta och piano av Nils B. Söderström.
- En sommardag. Ord och musik av Adolf Fredrik Lindblad. Arrangerad för luta av Nils Larsson.
- Trollhättan. Ord och musik av Otto Lindblad. Arrangerad för luta av Nils Larsson.
- Sjung, sjung du underbara sång. Ord och musik av Jakob Axel Josephson. Arrangerad för luta av Nils B. Söderström.
- I rosens doft. Ord av Herman Sätherberg. Musik av Prins Gustaf. Arrangerad för luta av Nils Larsson.
- Bordsvisa. Ord av Frans Michael Franzén. Musik av Olof Åhlström. Arrangerad för luta och piano av Nils B. Söderström.
- Epicur. Ord av Johan Anders Wadman. Musik efter fransk air. Arrangerad för luta av Nils B. Söderström.
- Min lilla vrå bland bergen. Ord av Johan Anders Wadman. Musik av Carl Israel Sandström. Arrangerad för luta av Nils B. Söderström.
- Vackert så. Ord av Elias Sehlstedt. Musik av C.G.R. Littmarck. Arrangerad för luta av Nils B. Söderström.
- Vallflickan i Mora. Ord av Oscar Fredrik. Gammal folkmelodi från Dalarne. Arrangerad för luta och piano av Nils B. Söderström.
- En borde inte sova. Ord av Jeremias i Tröstlösa. Musik av Gustaf Wennerberg. Arrangerad för luta av Nils B. Söderström.
- Tycker du om mej? Äldre folkmelodi. Ord och musik efter August Bondeson. Arrangerad för luta och piano av Nils B. Söderström.

Sången kring sekelskiftet
- Älvan till flickan. Ord av Viktor Rydberg. Musik av Evert Taube. Arrangerad för luta och piano av Nils B. Söderström.
- Villemo, Villemo. Ord av August Strindberg. Musik av Lille Bror Söderlundh.
- Paradisets timma. Ord av Verner von Heidenstam. Musik av Evert Taube. Arrangerad för luta och piano av Nils B. Söderström.
- Det borde varit stjärnor. Ord av Gustaf Fröding. Musik av Nils B. Söderström.
- Skojare. Ord av Gustaf Fröding. Musik av Lille Bror Söderhmdh.
- Sigurd Jorsalafar. Ord av Gustaf Fröding. Musik av Eric von Rosen. Bearbetad och arrangerad för luta av Nils B. Söderström, för piano av David Åhlén.
- Aspåkerspolska. Ord av Erik Axel Karlfeldt. Musik av Wilhelm Peterson-Berger. Arrangerad för luta av Nils B. Söderström.
- Eden · Österut. Ord av Erik Axel Karlfeldt. Musik av Nils B. Söderström.
- Eden · Västerut. Ord av Erik Axel Karlfeldt. Musik av Nils B. Söderström.
- Kurbitsmålning. Ord av Erik Axel Karlfeldt. Musik av Lille Bror Söderlundh.
- Karl Johan. Dalmålning. Ord av Erik Axel Karlfeldt. Musik av Lille Bror Söderlundh, efter en gammal dalalåt.
- På sjöstranden. Folkvisa från Småland. Upptecknad av Albert Engström och Nalle Halldén. Arrangerad för luta av Nils B. Söderström.
- Havets stjärna. Ord av Vilhelm Ekelund. Musik av Evert Taube. Arrangerad för luta och piano av Nils B. Söderström.
- Melodi. Ord av Bo Bergman. Musik av Nils B. Söderström.
- Psalmodikon. Ord av Anders Österling. Musik av Evert Taube. Arrangerad för luta och piano av Nils B. Söderström.
- Per Skotte. Ord av Anders Österling. Musik av Lille Bror Söderlundh.

Vår tids visor
- Din tanke i min. Ord av Prins Wilhelm. Musik av Evert Taube. Arrangerad för luta och piano av Nils B. Söderström.
- Den första gång jag såg dig. Ord och musik av Birger Sjöberg. Arrangerad för luta av Nils B. Söderström, för piano av Hj. Johansson.
- Fjärilen på Haga. Ord och musik av Birger Sjöberg. Arrangerad för luta av Nils B. Söderström, för piano av Hj. Johansson.
- Basens sorg. Ord och musik av Birger Sjöberg. Arrangerad för luta av Nils B. Söderström, för piano av Hj. Johansson.
- Aftontankar vid Fridas ruta. Ord och musik av Birger Sjöberg. Arrangerad för luta av Nils Larsson, för piano av Hj. Johansson.
- En spelmans jordafärd. Ord av Dan Andersson. Musik av Evert Taube. Arrangerad för luta och piano av Nils B. Söderström.
- Lyckan. Ord och musik av Martin Koch. Arrangerad för luta och piano av Gösta Hådell.
- Visa. Ord av Karl Asplund. Musik av Evert Taube. Arrangerad för luta och piano av Nils B. Söderström.
- Hoppets fackla. Ord av Pär Lagerkvist. Musik av Evert Taube. Arrangerad för luta och piano av Nils B. Söderström.
- Kyssande vind. Ord av Hjalmar Gullberg. Musik av Nils B. Söderström.
- Röster ur natten. Ord av Bengt E. Nyström. Musik av Evert Taube. Arrangerad för luta och piano av Nils B. Söderström.
- Jag ville vara tårar. Ord av Erik Blomberg. Musik av Lille Bror Söderlundh.
- Vårbarn. Ord av Ragnar Jändel. Musik av Lille Bror Söderlundh.
- Beatrice-Aurore. Ord av Harriet Löwenhielm. Musik av Hjalmar Casserman.
- Vid vakten. Ord av Gabriel Jönsson. Musik av Gunnar Turesson. Arrangerad för luta av Nils B. Söderström.
- Du hjärtans tröst och lilja. Pastisch av Nils Ferlin. Musik av Knut Brodin. Arrangerad för luta av Lille Bror Söderlundh.
- Sång. Ord av Gunnar Ekelöf. Musik av Lille Bror Söderlundh.
- Se uppå fjällets topp. Skånsk folkvisa. Bearbetad och arrangerad för luta och piano av Sten Broman.
- Rännarns visa. Gammal dalalåt. Arrangerad för luta och piano av Lille Bror Söderlundh.
- Möte i monsunen. Ord och musik av Evert Taube. Arrangerad för luta och piano av Nils B. Söderström.
- Fritiof och Carmencita. Ord och musik av Evert Taube. Arrangerad för luta av Lille Bror Söderlundh, för piano av Björn Schildknecht.
- Brevet från Lillan. Ord och musik av Evert Taube. Arrangerad för luta och piano av Lille Bror Söderlundh.
- Gammalvals i Roslagen. Ord och musik av Evert Taube. Arrangerad för luta och piano av Lille Bror Söderlundh.
- Sjösala vals. Ord och · musik av Evert Taube. Arrangerad för luta och piano av Lille Bror Söderlundh.
- Calle Schevens vals. Ord och musik av Evert Taube. Arrangerad för luta av Nils Larsson, för piano av Erik Ehrling.
- Maj på Malö. Ord och musik av Evert Taube. Arrangerad för luta av Nils B. Söderström, för piano av Frans Zak.
- Så skimrande var aldrig havet. Ord och musik av Evert Taube. Arrangerad för luta och piano av Lille Bror Söderlundh.
- Telegrafisten Anton Hansson vals. Ord och musik av Evert Taube. Arrangerad för luta och piano av Nils B. Söderström.
- Sista visan. Ord av Erik Asklund. Musik av Lille Bror Söderlundh.

Efterskrift